# Белогорский Николаевский монастырь
Белого́рский Свято-Никола́евский монасты́рь — мужской монастырь на Белой горе в Кунгурском районе Пермского края. Относится к Пермской епархии Русской православной церкви. За строгость устава эту обитель некогда называли Уральским Афоном.
Монастырь находится приблизительно в 70 км к югу от центра Перми и в 40 км к западу от Кунгура.

## История
В 1891 году в память «чудесного избавления Цесаревича Николая от опасности в Японии» на Белой горе был установлен пятисаженный крест, прозванный в народе Царским (высота 10 м 65 см).
Место для закладки храма на Белой горе было освящено 18 июня 1893 года. Строительство первого деревянного храма было закончено в феврале 1894 года. В том же 1894 году начата постройка настоятельского и братского корпусов, в них позже находились также столярная и слесарная мастерские. Была открыта школа для обучения мальчиков-сирот (до 1917 года на Белой горе получили воспитание 25 сирот). В монастырской школе детей обучали грамоте, церковному пению и различным ремёслам.
Значительное событие для Белогорской обители произошло 16 сентября 1897 года, когда крестным ходом из Москвы и Петербурга в дар новому монастырю были доставлены пять святых икон:
- подобие Казанской иконы Божией Матери
- образ преподобного Сергия Радонежского
- Казанский образ Божией Матери, писанный иноками Валаамского монастыря
- образ святого благоверного князя Александра Невского
- образ Божией Матери «Послушница»

Однако через два месяца после этого, 16 ноября 1897 года, деревянный храм полностью сгорел. В этом же 1897 году началось строительство каменного двухэтажного корпуса для старшей братии.
Закладка нового каменного храма (Крестовоздвиженский собор) состоялась 24 июня 1902 года. Сооружение храма продолжалось 15 лет, по окончании строительства храм вмещал 8 тысяч человек. Главным инженером проекта был Е. И. Артёмов, строительный материал поставлял монастырский кирпичный завод. Освящение храма происходило 7, 8 и 9 июня 1917 года, на церемонии присутствовало около 30 тысяч человек.
Во время аудиенции у императора Николая II 8 декабря 1910 года белогорский архимандрит Варлаам (Коноплёв) передал ему книгу об истории монастыря и фотоснимки обители.
В 1912—1916 годах Белогорский монастырь издавал журнал «Голос Долга» православно-патриотической направленности (редактор игумен Серафим (Кузнецов)).
Во время Первой мировой войны Белогорский монастырь пожертвовал (19 марта 1916 года) 500 рублей золотыми монетами на нужды российской армии.

## Крестовоздвиженский собор

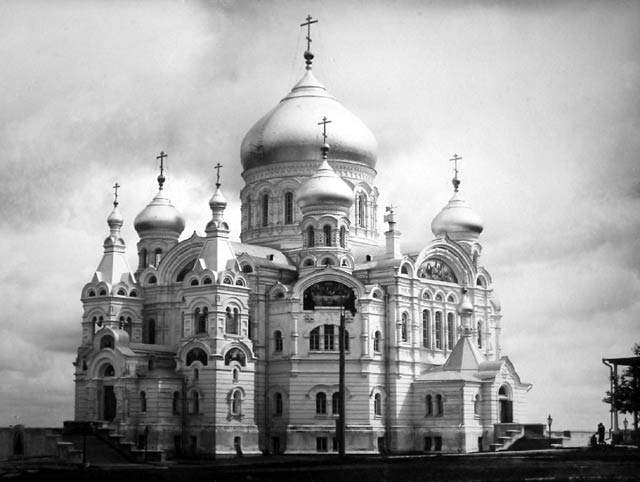
Крестовоздвиженский собор на дореволюционном фото

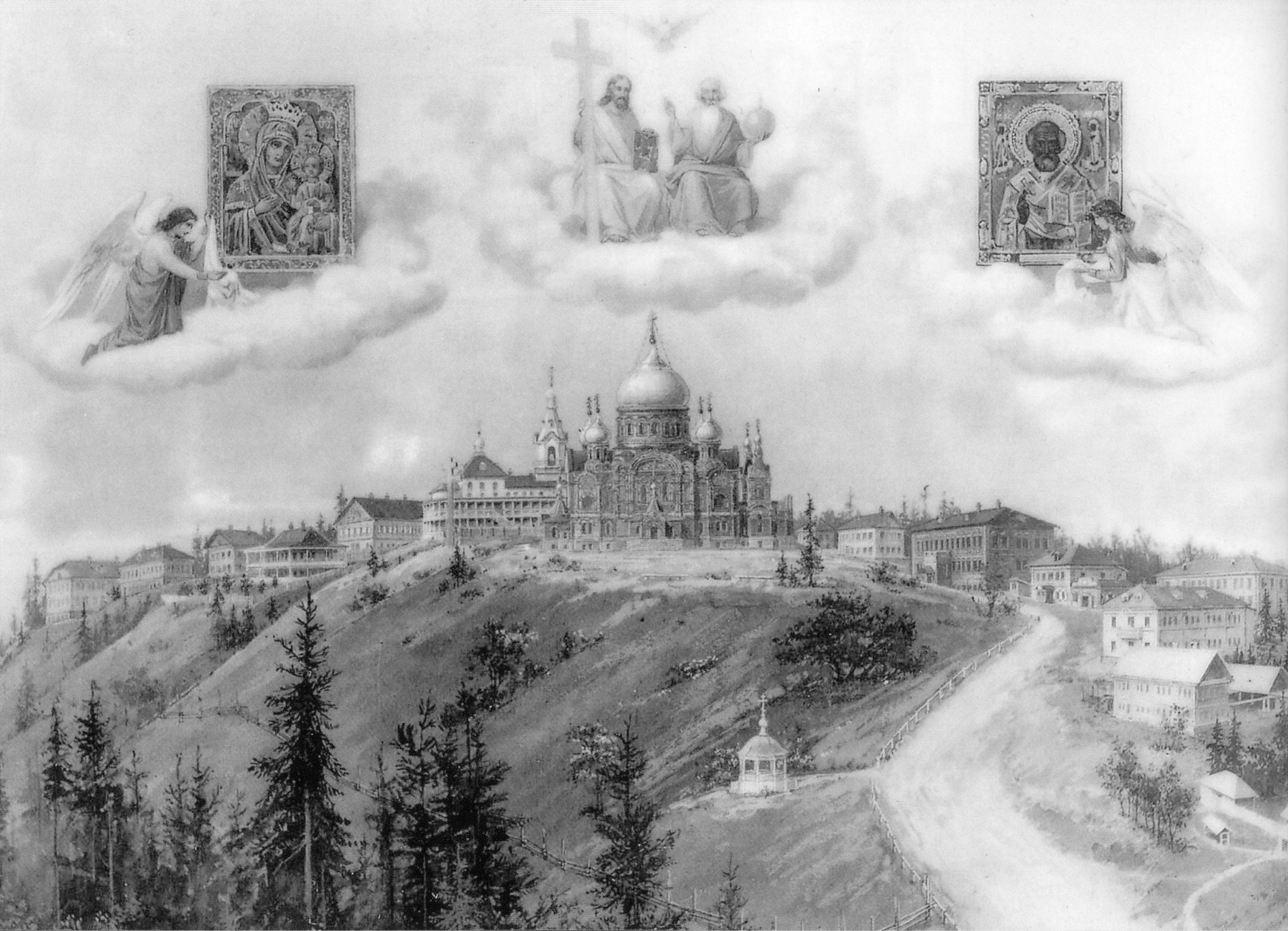
Алексей Зеленин. Белогорский монастырь. 1913

Крестовоздвиженский собор выстроен в русском стиле. С самого начала храм был оборудован вентиляцией и паровым отоплением.
Монументальный собор, самый грандиозный в Пермской епархии, строился как на пожертвования частных лиц, так и за счёт самого монастыря. По отчётам монастыря за 1909 год, монастырь занимался хлебопашеством, скотоводством, пчеловодством и рыболовством, монастырь владел 580 десятинами земли, имел 40 коров и 9 прудов.

## Советское время
Трагические события наступили для монастыря в 1918 году. 8 февраля 1918 года в пермское подворье Белогорского монастыря явилась комиссия для описи имущества, которую встретили набатом, а прибывшие армейские отряды выстрелами, в итоге в столкновении погибло более 10 человек, а архимандрит и семь монахов были расстреляны. 25 августа 1918 года большевики замучили и бросили в реку Каму архимандрита Варлаама. С августа 1918 года по январь 1919 года большевики расстреляли и замучили 34 монаха Белогорского монастыря.
24 февраля 1919 года войска Белой армии под командованием генерала Вержбицкого, совершив марш-бросок из Кунгура, вытеснили большевиков в том числе из Белогорской обители. К этому времени большевики разгромили монастырь и изъяли церковные ценности. Через несколько месяцев, 1 июля 1919 года, большевики заняли Пермь, а вскоре и весь Пермский край. Четыре года спустя, в марте 1923 года, монастырь был окончательно закрыт.
С 1930 года на Белой горе открыт лагерь для репрессированных и спецпереселенцев, годом позже открыт дом инвалидов. В 1941—1945 годах на Белой горе располагался реабилитационный центр для раненых и инвалидов Великой Отечественной войны. С 1946 по 1986 год на Белой горе находился дом инвалидов Великой Отечественной войны, труда и детства. В 1980 году в Белогорском соборе вспыхнул пожар, который сильно повредил храм, в частности сгорели почти все купола храма.

## Возрождение монастыря
Началом возрождения монастыря считаются 1988—1989 годы, когда праздновалось 1000-летие Крещения Руси. В 1993 году был разработан проект реставрации Крестовоздвиженского собора и всего Белогорского монастыря. В 1999—2002 годах на реставрацию было потрачено 120 млн рублей. В 2006 году из бюджета Пермского края на эти цели было выделено около 60 млн рублей, в 2007 году — 18 млн рублей.
В мае 1996 года монастырь посетил патриарх Московский и всея Руси Алексий II.

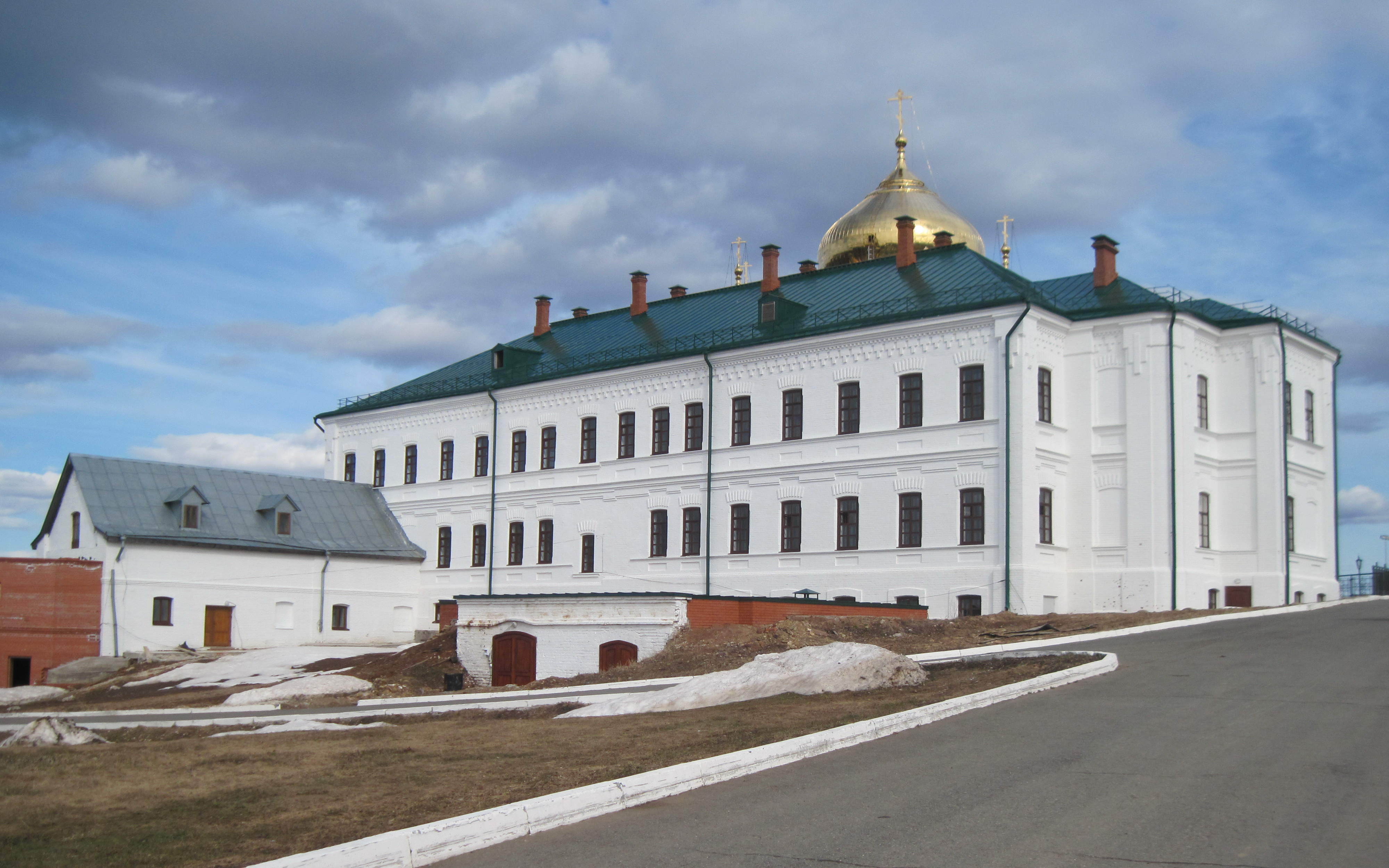
Братский корпус
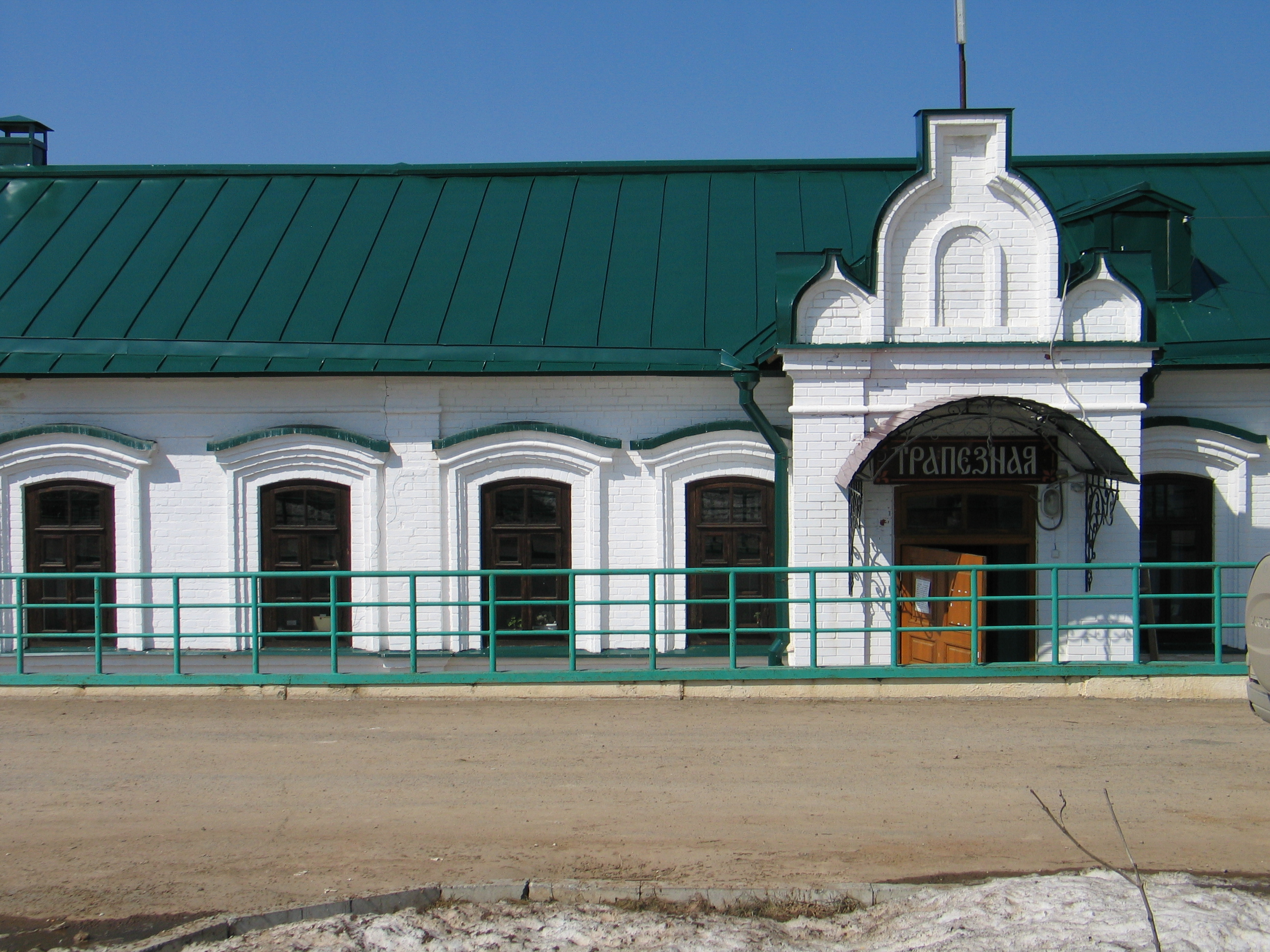
Трапезная
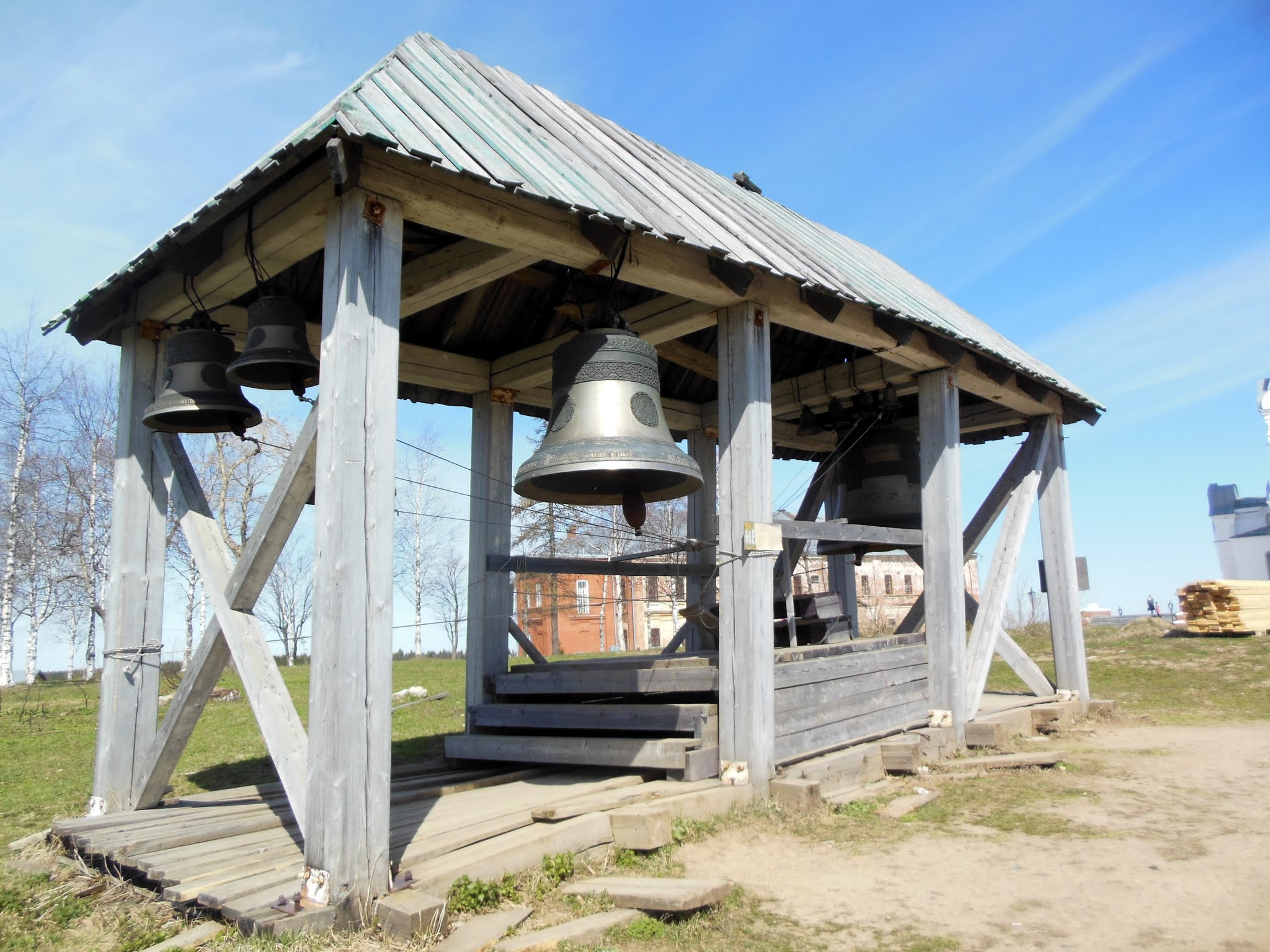
Звонница
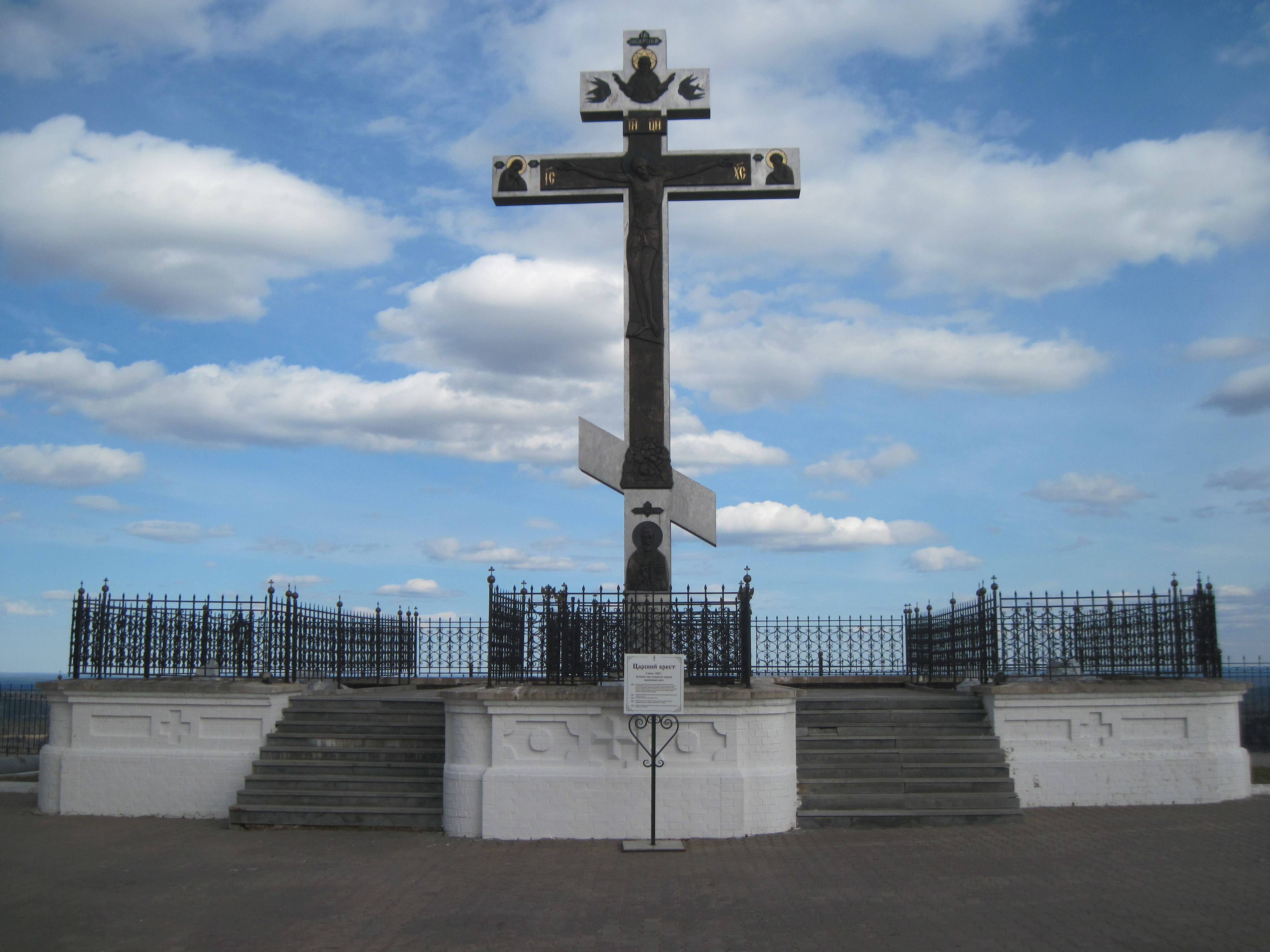
Царский крест
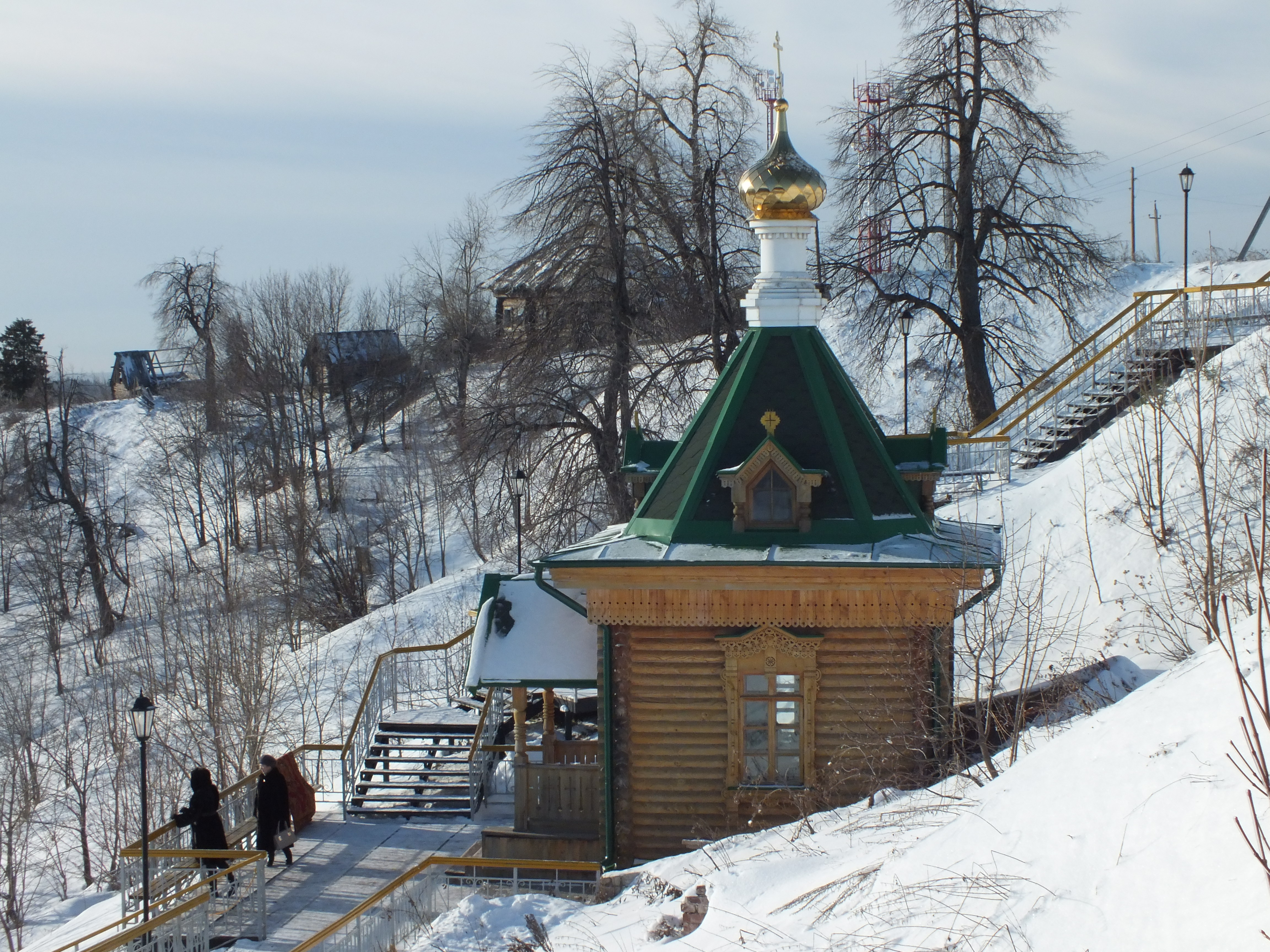
Источник
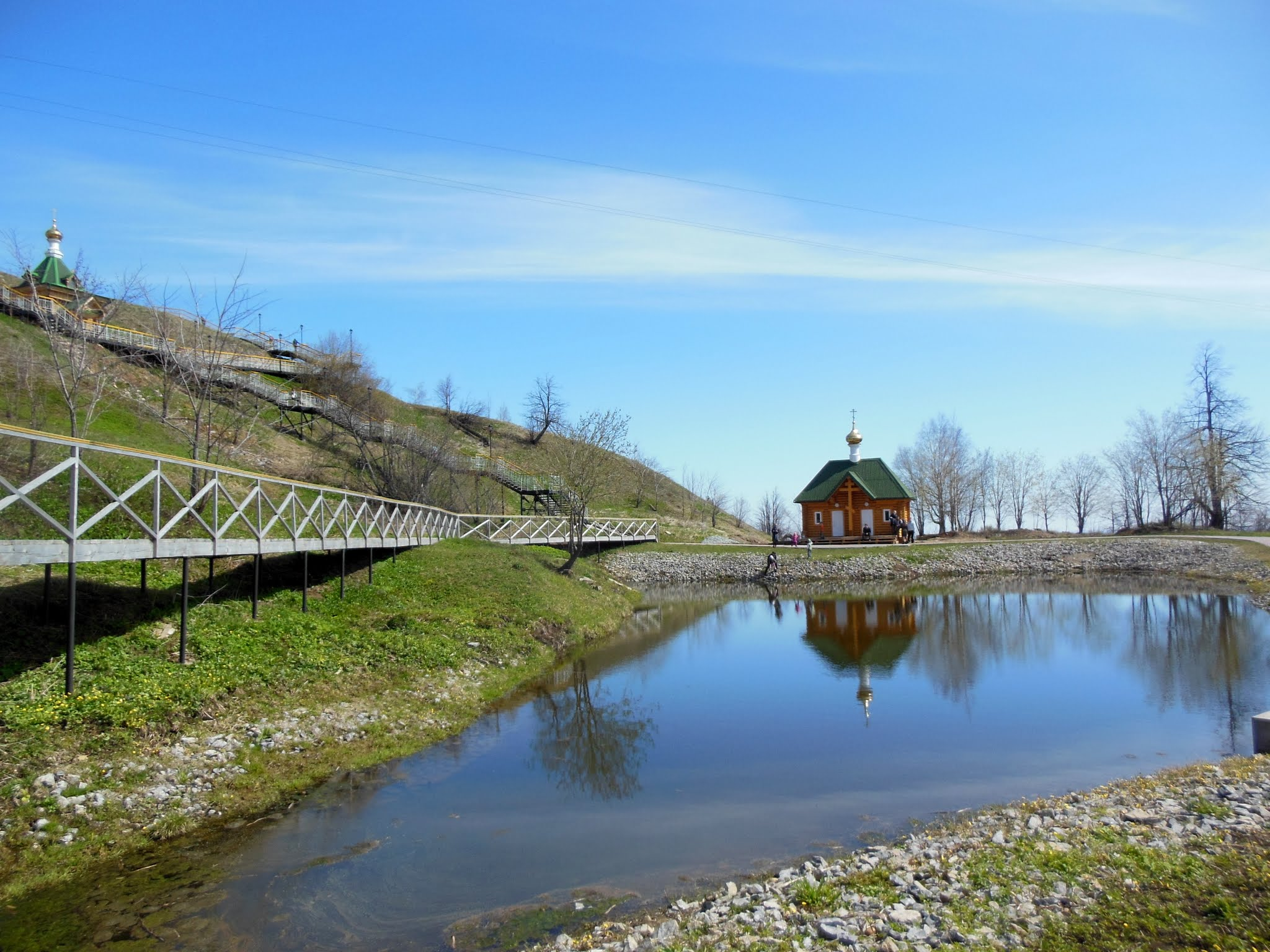
Купель и пруд
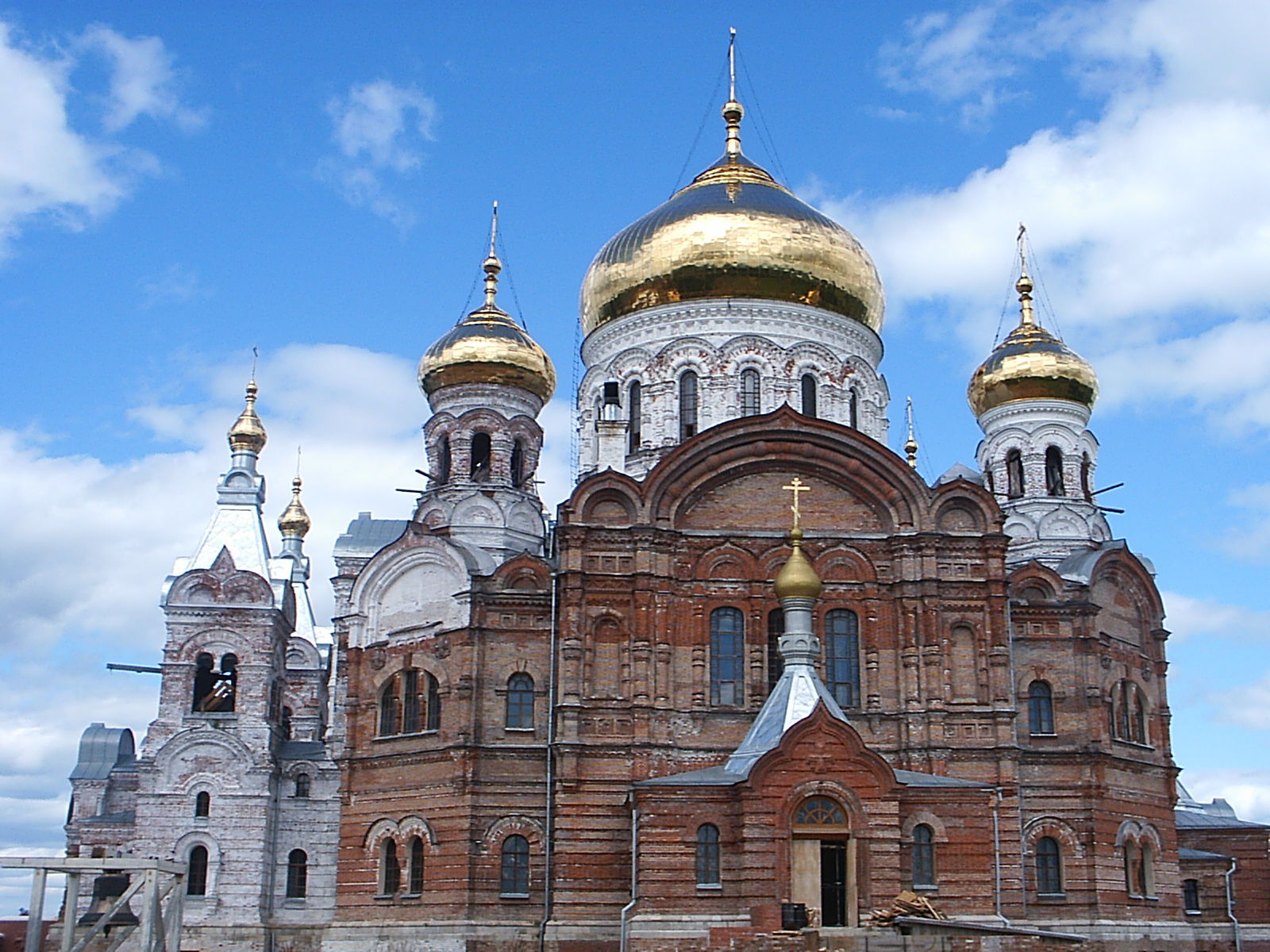
Реставрация собора (2004)
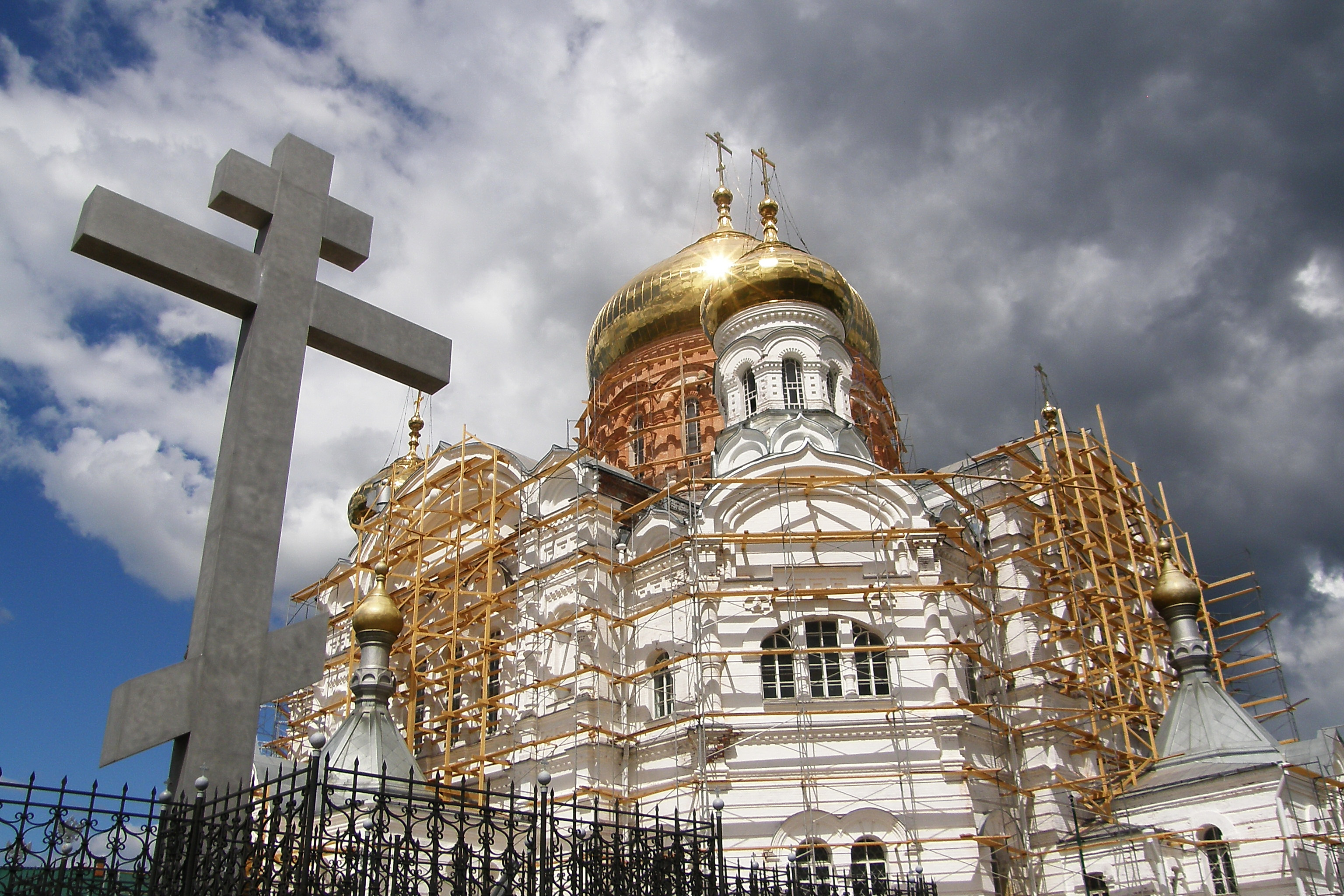
Реставрация собора (2016)
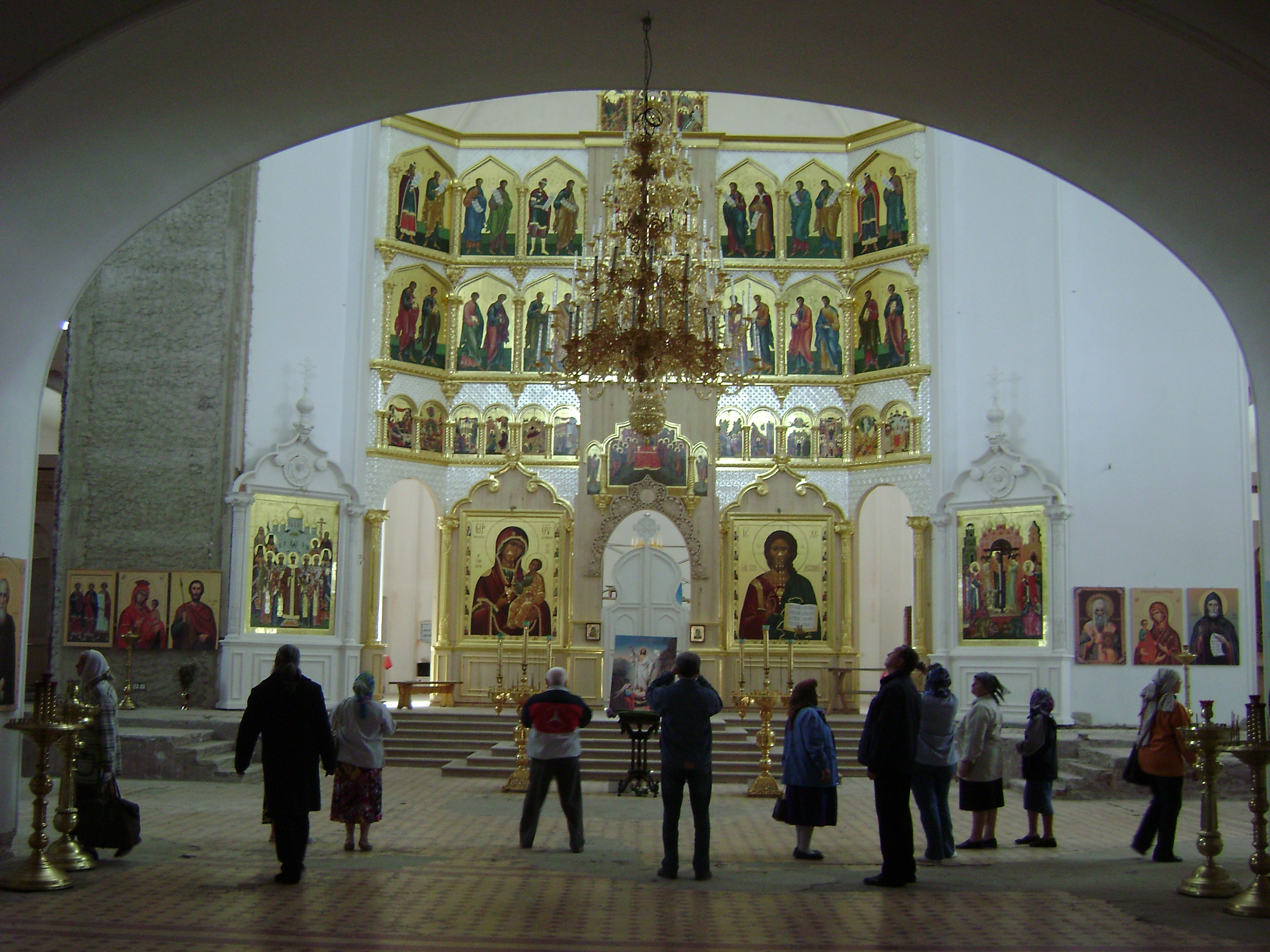
Интерьер собора

## Наместники
- игумен Варлаам (Передернин) (15 апреля 1991 — январь 1995)
- игумен Даниил (Ишматов) (декабрь 1995 — 28 декабря 1999)
- архимандрит Вениамин (Трепалюк) (февраль 2000 — сентябрь 2001)
- игумен Герасим (Гаврилович) (сентябрь 2001 — март 2003)
- игумен Антоний (Щукин) (25 марта 2003 — август 2010)
- и. о. наместника, иеромонах Дорофей (Гильмияров) (13 августа 2010 — январь 2020)
- и. о. наместника, иеромонах Стефан (Догойда) (январь 2020—2022)
- и. о. наместника, иеромонах Гурий (Усачев) (2022 — по 24 апреля 2024)
- и. о. наместника, архимандрит Иоасаф (Штанько) (с 24 апреля 2024 — н/вр.)